# Sidoharjo (Tepus)
Sidoharjo is een bestuurslaag in het regentschap Gunung Kidul van de provincie Jogjakarta, Indonesië. Sidoharjo telt 5928 inwoners (volkstelling 2010).